# Acmaeodera scalaris
Acmaeodera scalaris es una especie de escarabajo del género Acmaeodera, familia Buprestidae. Fue descrita científicamente por Mannerheim en 1837.
Esta especie se encuentra en América Central y del Norte. Miden 8-9 mm.